# 赫利博喬克 (切爾卡瑟州)
48°52′0″N 30°48′3″E / 48.86667°N 30.80083°E
赫利博喬克（烏克蘭語：Глибочок）是位於烏克蘭中部的村莊，由切爾卡瑟州裡茲韋尼霍羅德卡區的塔利內市鎮負責管轄。該村面積31.5平方公里，海拔高度154米，2007年人口634，人口密度每平方公里253.6人。